# Синдром лажне меморије
Синдром лажне меморије (енгл. False memory syndrome) описује стање у коме су идентитет особе и односи са околином под снажним утицајем сећања које је заправо лажно, али у које особа чврсто верује. Аутор овог термина је амерички математичар Питер Фрејд, чија га је фондација False memory syndrome foundation (FMSF) популаризовала. Ово стање није признато као душевна болест од стране Светске здравствене организације, међутим принцип да се сећања могу мењати под различитим спољним утицајима у великој мери је прихваћена међу научницима.
Потпуно лажна сећања могу се формирати, јављају се између осталог као резултат терапије за опорављање меморије, још једног термина који је '90-тих година увео Фрејд, а који се односи на контроверзне психијатријске методе које су склоне да изазову конфабулацију сећања. Неки од значајних когнитивних психолога који су се овим бавили су Стивен Пинкер и Елизабет Лофтус.

## Класификација меморије
Меморисање или памћење јесте процес у којем нервни систем привремено или трајно чува одређене податке. Памћење може бити такво да биће те податке може касније поново произвести (репродукција) или такво да се подаци не могу репродуковати него само препознати при поновном сусрету с њима (рекогниција). Меморија обухвата наше целокупно знање као и механизе кодирања, консолидације, складиштења и извлачења меморијских садржаја. У мозгу не постоји посебан центар за памћење, већ памћење представља резултат деловања више можданих регија. На нивоу неурона главну улогу играју синапсе.
Постоје различите поделе памћења, према једној од њих издвајамо краткорочно (сензорно) и дугорочно памћење. Краткорочно
памћење реализује се у префронталном кортексу, док дугорочно заједнички остварују кортекс и субкортексне регије. Новија истраживања у овој сфери показују да се краткорочна и дугорочна меморија формирају истовремено, краткорочна доминира иницијално, а затим брзо бледи и након неколико дана дугорочна меморија преузима примат након што прође кроз фазу консолидације. Издвајају се два основна типа дугорочне меморије: 
- Процедурална меморија - Назива се и имплицинтом. Аутоматска је и укључује овладавање рутинским моторним процедурама као што су вожња бицикла и пливање.
- Декларативна меморија - Назива се и експлицитном. Односи се на свесно знање и везана је за чињенице и догађаје попут имена, места, лица, објеката, мириса и звукова.

1. Епизодна меморија - Меморија догађаја и наших сопствених искустава.
2. Аутобиографска меморија - Настаје акумулацијом епизода. Представља меморију у првом лицу.
3. "Flashbulb" меморија - Меморија која представља сећање на емотивно значајан догађај.
4. Семантичка меморија - Чињенично знање о свету, невезано за сопствено искуство. Састоји се од више компоненти које се складиште одвојено. Имамо меморију за податке, меморију за истинитост (за сваки податак), као и меморију за извор информације. То јe управо разлог зашто се често дешава да нешто негде чујемо али се не сећамо одакле нам и да ли је уопште тачно или не.

## Несталност сећања
По многим питањима наша сећања су непоуздана. Од различитих спољних стимулуса издвајају се они битни, праве се претпоставке о томе шта би то могло бити, све се затим у реалном времену упоређује са остатком сигнала и бива филтрирано кроз наша уверења и предрасуде. Сећања нису отпорна на време, сваки пут када се присећамо неког сећања ми га заправо реконструишемо и ажурирамо тако да одговара нашим личним погледима на свет, и како се ти погледи мењају тако им се прилагођава и наша меморија. Несталност сећања испољава се на више нивоа: 
- Фузија - Можемо спојити детаље различитих сећања, помешати их или чак може дођи до комбиновања два одвојена сећања у једно.
- Конфабулација - Грешка у памћењу која се дефинише као производња измишљених, искривљених или погрешно интерпретираних сећања о себи или свету, без свесне намере да се превари. Природа нашег мозга је таква да конструишемо континуирану и конзистентну причу, ако постоје неке празнине, мозак тежи да их попуни.
- Персонализација - Постоји тенденција да се сећања преносе са других људи на нас.Ако нам неко исприча своје сећање на неки емотиван сусрет, месецима или годинама касније можемо се сећати себе у главној улози или макар као непосредног сведока.
- Контаминација - Људи су друштвена бића. Део наше друштвене природе је високо вредновање сведочења других. Када људи дискутују о неком догађају заједно, делећи детаље својих индивидуалних сећања може доћи до међусобне “контаминације” (мешања) меморије, односно људи ће узети детаље које је неко понудио и несвесно их уградити у своје сећање. То је управо разлог зашто приликом суђења сведоцима није дозвољено да разговарају једни са другима пре сведочења.
- Дисторзија - Детаљи меморије могу се једноставно променити или бити искривљени на специфичан начин да подрже емотивни наратив сећања.

Меморија може бити искривљена сугестијом. Само сугерисање детаља некоме ко се присећа нечега може да изазове да та особа укључи тај детаљ у своје сећање. Ако, на пример, сведок говори о фигури са капуљачом којој није разазнао пол, а анкетар ословљава непознату особу са “она”, то ће бити довољно да интервјуисана особа промени своје сећање. Различити елементи истог сећања могу бити искривљени потпуно независно један од другог.
“Когнитивна психолохија говори нам да је непромишљени људски ум рањив на многе заблуде и илузије јер се ослања пре на живописне анегдоте него на систематичне статистике.” - Стивен Пинкер 

## Експерименти и научне студије

### Lost in the mall study[4]
Елизабет Лофтус и Жакелин Пикрел извеле су 1995. студију која је постала позната као “Lost in the mall study". Интервјуисале су старије рођаке 24 субјекта са циљем да направе записник о сваком субјекту у којој ће бити описане 4 приче из његовог детињства. Међутим, само 3 од 4 приче су биле истините, четврта је била потпуно измишљена прича о томе како је субјект био изгубљен у шопинг молу. Субјекти су успели да се сете неких детаља о 68% истинитих прича. Међутим, 29% субјеката је такође "запамтило" лажни догађај, делимично или потпуно. Неки субјекти су чак могли да изнесу лажни догађај у екстремним детаљима и имали су висок ниво поверања у тачност онога што говоре.

### Студија Изабел Линднер[4]
Ова студија коју је Изабел Линднер, заједно са својим сарадницима, спровела 2010. године показала је да једноставно посматрање друге особе док нешто ради може изазвати креирање лажног сећања да смо ми то радили. У три експеримента учесници су посматрали неке акције, од којих неке никада нису радили, након чега су радили source memory test (тест који проверава део семантичке меморије који се односи на извор меморисане информације). Резултат је јасно показао да је дошло до масивне конструкције лажних сећања код учесника у контролисаним условима. Наставак истраживања показао је да је замишљање догађаја често довољно за креирање лажног сећања на тај догађај. Узрок овога је то што маштање активира многе исте мождане регије као и памћење. Временом може дођи до тога да сећање на стварни догађај и сећање настало у машти постају неразлучива.

### Лажна кривица[4]
Студија спроведена од стране Џулије Шо и Стифона Портера показала је да је многе одрасле људе могуће убедити да су учинили непостојећи злочин након само три сата полицијског испитивања. Закључак студије гласио је: “Наши резултати показују да се лажна сећања на чињење злочина приликом контакта са полицијом могу изненађујуће лако бити генерисана и могу имати све врсте сложених детаља као стварна сећања”.

### Челенџер студија[4]
Улрих Нисер и Хенри Харш спровели су 1992. једну од најупечатљивијих студија у којој је испитивана “flashbulb” меморија везана за катастрофу спејс-шатла Челенџер. На уводном часу психологије 106 студената добило је упитик у којем се од њих тражило да се присете како су чули за поменуту експлозију Челенџера. Дато им је 7 прецизних питања о томе шта су радили и како су се осећали у том тренутку. Две и по године касније истим студентима поново је дат исти упитник, с тим да им је овај пут дато да оцене колико су сигурни у своје сећање од 1 до 5. Од 7 детаља студенти су у просеку успели да се сете 2,95 од њих. Четвртина студената се није сетила ниједног детаља, половина је погодила два или мање. Само четвртина студената се уопште сећала да су већ радили исти упитник. Иако су резултати били јако лоши просечна сигурност студената у своје сећање је била 4,17 од 5. И друге студије су показале да не постоји било каква узајамна веза између поверења у меморију и њену тачност.

## Синдром опорављене меморије
1980-их година свој врхунац имала је идеја, која никада није била заснована на науци, по којој људи могу потиснути из сећања своја трауматична искуства. По тој теорији та потиснута сећања се могу манифестовати као наизглед неповезани проблеми са менталним здрављем особе, као што су анксиозност или поремећаји у исхрани. Овај научно недоказани концепт назван је Recovered memory syndrome. Ова идеја популизована је кроз књигу The Courage to Heal (1988), у којој ауторке заузимају став да корисници њихових психолошких терапијских услуга, поготово жене, треба да буду подстакнуте да поврате потиснута сећања на злоставаље. У случају да су се таква сећања могла ископати сматрало се да су истинита. Ово је довело до масовне хистерије у америчком друштву јер су многи људи који су били подвргнути терапији за опорављање меморије вратили сећања не само на сексуална злостављања, већ и на учествовање у сатанистичким ритуалима. Данас, три деценије касније можемо научно аргументовано рећи да је синдром опорављене меморије био велики неуспех психологије и да је у највећој мери, ако не у потпусноти, фиктиван. Људи углавном не потискују трауматична сећања (постојање ретких изузетака и даље је контроверзно). Даље, како Елизабет Лофтус наглашава, сећања су конструкти и подложне су утицајима. Такође, независне истраге ФБИ-а, других агенција за спровођење закона, као и научника никада нису пронашли било какве доказе о злочинима, попут ритуалних жртвовања и силовања, на које је сећање настало методама опорављања меморије.Ти догађаји се једноставно никада нису догодили.
Чињеница да је контроверзна идеја тако обимно спроведена у пракси, упркос ризицима по пацијенте и њихове породице указује на системски недостатак саморегулације на глобалном нивоу унутар сфере која се бави менталним здрављем. Без обзира на ово различите сесије за опорављање меморије се и даље спроводе широм света. Важно је напоменути да је теорија по којој се сећања могу потиснути и даље присутна у неким научним круговима, али не постоје било какви докази да се та сећања на овакав начин могу повратити. Из читаве ове тужне епизоде произашло је боље разумевање онога што данас називамо синдромом лажне меморије, конструкције потпуно лажних сећања. То се постиже кроз вођене слике, хипнозу, сугестију и групни притисак. Ове технике крше једно од основних правила кривичне истраге – Никада немојте водити некога стављајући речи у његова уста. Ово је посебно важно ако је особа рањива или збуњена. 

### Случај Џорџа Френклина
Године 1990, Џорџ Френклин је осуђен за убиство након само једног дана разматрања од стране пороте. Осуда се у потпуности заснивала на "опорављеном" сећању његове ћерке, која се није сећала наводног убиства до двадесет година након тога. Њено сећање на сведочење силовања и убиства њене осмогодишње пријатељице од стране њеног оца "вратило" јој се временом и под утицајем терапије, након што је двадесет година наводно било потиснуто. Није било физичких доказа који би подржали оптужбу. Након одслужења казне затвора у трајању од пет година, Франклинова осуда је поништена и поступак није поново покренут, делом због злоупотребе “опорављене меморије” и хипнозе у случају. Порота је била очигледно импресионирана живописношћу сећања и самопоуздањем Франклинове ћерке, што им је било довољно да Џорџа осуде на доживотну, без условног отпуста. 